# Rete globale
Rete globale (The Shockwave Rider) è un romanzo di fantascienza dello scrittore John Brunner pubblicato nel 1975, considerato precursore del genere cyberpunk; in esso compare per la prima volta il termine worm. In Italia è stato pubblicato inizialmente con il titolo di Codice 4GH.
Nel romanzo l'autore ha efficacemente predetto lo sviluppo del World Wide Web, dei virus informatici e dei rischi per la privacy e per la libertà insiti nella rete.

## Storia editoriale
Il romanzo si ispira agli studi di Alvin Toffler pubblicati nel libro Future Shock e si è classificato secondo al Premio Locus per il miglior romanzo di fantascienza assegnato per il 1976.
È stato tradotto in italiano nel 1979, in tedesco e francese e ristampato più volte.

## Trama
(John Brunner, Rete globale)
In un immaginario 2018 gli Stati Uniti, reduci da un terremoto che ha sconvolto il paese, sono governati da un'oligarchia. I cittadini vengono controllati grazie a una rete di computer che è capace di programmarne la vita e le abitudini. Nick Haflinger, un talento informatico, è fuggito da Tarnover, un istituto governativo dove le doti di ragazzi selezionati vengono sviluppate per scopi militari. Nick ha deciso la fuga dopo essersi reso conto che a Tarnover vengono anche condotti esperimenti genetici su cavie umane. Nick è capace di introdursi nella rete usando un telefono e, digitando codici complessi, a riprogrammare i computer per nascondere le sue tracce e i suoi molti cambi di identità. Nonostante il suo talento, dopo alcuni anni Nick viene catturato dal governo e riportato a Tarnover. Durante la lunga confessione, rilasciata sotto l'influenza di droghe speciali allo psicologo Paul Freeman, Nick ripercorre le molte vicende legate alla sua latitanza.
Sotto le mentite spoglie di Padre Lazarus, Nick si è a lungo finto predicatore; questa è solo una delle molte identità che il fuggiasco ha assunto nel corso degli anni. Costretto a far perdere le sue tracce, Nick utilizza un codice speciale per crearsi una nuova copertura. Il "codice 4GH", sviluppato dall'FBI, è stato trovato da Nick frugando nella rete, grazie alle sue eccezionali doti di hacker e, digitando questo codice nella rete, riesce a cancellare ogni riferimento alle sue identità passate, creandosi ex novo nuove identità fittizie. Sotto lo pseudonimo di Sandy Locke, Nick riesce a conoscere Ina Grierson, bella dirigente delle Industrie Terra-Spazio, responsabile del reclutamento del personale e, circuendola, riesce a farsi assumere. Grazie alle sue evidenti capacità Nick si mette in luce all'interno dell'azienda ma, ben presto, il suo ottimo lavoro attira su di sé l'attenzione dei servizi di Tarnover. Con l'aiuto della giovane e intelligente figlia di Ina, Kate Lilleberg, con la quale Nick si è trovato subito in sintonia, fugge nella "zona ad astinenza retribuita". Qui, nella California settentrionale dove nuovi insediamenti urbani costituiti dopo il "Grande Terremoto della Baia" venivano tenuti in uno stato di arretratezza tecnologica dal Governo, dietro compenso. La mancanza di collegamenti e la scarsa copertura della rete nei nuovi agglomerati spingono i due a nascondersi nella città di "Burrone" che, contrariamente alle aspettative, è organizzata con spirito utopico e sede del servizio dell'"orecchio amico" dove volontari rispondono in assoluto anonimato alle telefonate di sfogo dei cittadini provenienti da tutti gli Stati Uniti. Questo servizio, oltre che essere di grande utilità sociale, porta vantaggio alla comunità grazie alle donazioni che provengono da tutto lo Stato. La città è amministrata con spirito democratico dal sindaco Ted Horowitz e i servizi sociali di alto livello assicurati dal volontariato dei cittadini. Nella città si sono rifugiati anche alcuni cani che, fuggiti da un insediamento sperimentale militare, dimostrano elevatissima intelligenza e contribuiscono con il loro lavoro, soprattutto di sorveglianza, alla tranquillità degli abitanti.
Ben presto il governo rintraccia Nick e, temendo che l'esperimento sociale di Burrone possa estendersi danneggiando l'establishment, tenta di eliminare informaticamente l'orecchio amico; Nick riesce a proteggere il sistema di ascolto con un firewall da lui inventato ma il governo ricorre a metodi violenti per porre fine all'utopia di Burrone. Alcuni attacchi sono respinti ma Nick, afflitto da sensi di colpa e sotto stress dopo il duro lavoro, litiga con Kate e, dopo averla colpita, fugge da Burrone. Durante il suo peregrinare viene individuato dai servizi segreti; dopo essere stato catturato, viene imprigionato a Tarnover. Il suo lungo interrogatorio viene condotto da Freeman sotto le pressioni del rappresentante del governo, Ralph Hartz, che vuole a tutti i costi estorcere a Nick informazioni da usare per scopi militari su Burrone e sull'origine dei suoi doti informatiche. A tale scopo Hartz ordina il rapimento di Kate sperando che le minacce di ritorsioni nei suoi confronti inducano Nick a collaborare. Durante gli interrogatori Freeman, a poco a poco, si schiera dalla parte di Nick e ne organizza la fuga, fornendogli un dispositivo per connettersi alla rete e un codice di accesso con massime prerogative. Nick riesce ad evadere e a far fuggire con lui anche Kate; i due, ora riconciliati, ritornano a Burrone e qui vengono raggiunti da Freeman. A Burrone viene lanciato un attacco informatico contro il governo; Nick diffonde tra i cittadini le prove sulla corruzione e sul malaffare diffuso ma deve contemporaneamente difendere la città contro un disperato attacco aereo lanciato dall'establishment. Un falso contrordine inviato da Nick alla base aerea arresta l'attacco. Ora non ci sono più segreti e i cittadini possono facilmente smascherare i più oscuri segreti del governo.

## Personaggi
Nicholas "Nick" Kenton HaflingerIl ventottenne fuggito dal centro di ricerche militari di Tarnover. Hacker di bravura eccezionale, inizialmente sfrutta le sue doti solo per rimanere nascosto, successivamente per ribellarsi al sistema.
Paul Thomas FreemanPsicologo di Tarnover, incaricato di condurre gli interrogatori su Nick, si ribellerà agli ordini ricevuti, facilitando la fuga del giovane e aiutandolo nella realizzazione dei suoi piani di ribellione contro la corruzione.
MirandaUna bambina frutto di un esperimento genetico condotto a Tarnover. Nata con gravissime menomazioni, morirà dopo pochissimo tempo.
Joel BoschBiologo di Tarnover, artefice degli esperimenti che hanno portato alla nascita di Miranda.
Ralph C. HartzRappresentante del governo; vuole a tutti i costi che Freeman estorca tutte le informazioni possibili a Nick, ricorrendo a ogni mezzo.
Ina GriersonDa poco oltre la quarantina, dirigente dell'Ufficio reclutamento delle Industrie Terra-Spazio. Viene agganciata da Nick allo scopo di ottenere un incarico presso le Industrie. Ha con lei una brevissima relazione.
Kate LillebergLa giovane figlia di Ina. Di lucida intelligenza, ottiene in poco tempo la fiducia di Nick che aiuta a fuggire; avrà con lui una relazione diventandone la fidanzata.
Ted HorovitzSindaco della città di Burrone, nella quale si rifugiano Nuicke Kate in fuga.
Natty BumppoIl cane mutante di Ted, dotato di intelligenza semi-umana.
BagheeraIl puma mutante di Kate, frutto degli studi del padre di quest'ultima.

## Edizioni
- (EN) John Brunner, The Shockwave Rider, 1ª ed., New York, Harper and Row, 1975.
- John Brunner, Codice 4GH, traduzione di Roberta Rambelli, SF Narrativa d'Anticipazione n.16, Milano, Editrice Nord, 1979.
- John Brunner, Rete globale (Codice 4GH), traduzione di Roberta Rambelli, Cosmo. Collana di Fantascienza n.266, Milano, Editrice Nord, 1996, ISBN 8842908819.
- John Brunner, Rete globale, traduzione di Roberta Rambelli, Tascabili Nord n.42, Milano, Editrice Nord, 1998, ISBN 88-429-1011-2.